# Cryptophaea (ważki)
Cryptophaea – rodzaj ważek z rodziny Euphaeidae. Obejmuje gatunki występujące w Laosie, Tajlandii, Wietnamie oraz południowych Chinach.

## Systematyka
Do rodzaju należą następujące gatunki:
- Cryptophaea saukra Hämäläinen, 2003
- Cryptophaea vietnamensis (van Tol & Rozendaal, 1995)
- Cryptophaea yunnanensis (Davies & Yang, 1996)

Gatunek typowy to Cryptophaea saukra.